# Khaled Khalifa
Khaled Khalifa (en árabe: خالد خليفة‎) (Alepo, 1 de enero de 1964 - 30 de septiembre de 2023) fue un escritor y guionista sirio.

## Biografía
Inició estudios superiores en la universidad de Alepo y se licenció en derecho en 1988, en este período empieza a participar activamente en círculos literarios y escribe sus primeros poemas. Ha trabajado como guionista para cine y televisión. 
En 1993 publica su primera novela El portero del engaño (حارس الخديعة). Su segunda novela Los cuadernos de los gitanos (دفاتر القرباط) (2000) que incluía material sobre el partido Baaz de Siria, fue prohibida durante cuatro años por la Unión de Escritores Árabes. Su tercera novela, que tardó 13 años en escribir, Elogio del odio (حارس الخديعة) publicada en Damasco en 2006 y prohibida por el gobierno sirio fue reeditada al año siguiente en Beirut. Aunque la novela se centra en una única familia de Alepo, aborda los enfrentamientos entre los Hermanos Musulmanes, el partido Baaz, la izquierda siria y las fuerzas de seguridad del gobierno de Hafez Al Assad que tuvieron lugar en los años 70 y principios de los 80 del pasado siglo. En 2013 publica su novela No hay cuchillos en las cocinas de esta ciudad (لا سكاكين في مطابخ هذه المدينة) editada en El Cairo en 2013.

## Premios y nominaciones
- Elogio del odio (حارس الخديعة ) novela finalista en 2008 del Premio Internacional de Ficción Árabe.[2]
- Khalifa fue galardonado en 2013 con la Medalla Naguib Mahfouz para Literatura[3][4] por su novela  "No hay cuchillos en las cocinas de esta ciudad" (لا سكاكين في مطابخ هذه المدينة).

## Novelas
- Ḥāris al-khadī‘ah (حارس الخديعة ) (El portero del engaño) (1993)
- Dafātir al-Qurbāṭ (دفاتر القرباط ) (Cuadernos de los gitanos) (2000)
- Madīḥ al-karāhīyah (حارس الخديعة ) (Elogio del odio) (2006)
- Lā sakākīn fī maṭābikh hādhihi al-madīnah (لا سكاكين في مطابخ هذه المدينة ) (No hay cuchillos en las cocinas de esta ciudad) (2013)